# Kaizuka
Kaizuka (貝塚市, Kaizuka-shi) és una ciutat i municipi de la prefectura d'Osaka, a la regió de Kansai, Japó.

## Geografia
El municipi de Kaizuka està situat a la part meridional de la regió de Sennan o Izumi sud, a la prefectura d'Osaka. El riu Kogi passa per la ciutat d'est a oest, el riu Tsuda fa de frontera natural entre Kaizuka i Kishiwada i el riu Mide fa també de limit natural entre Kaizuka i Izumisano. Els ferrocarrils Nankai circulen de nord a sud del terme i el ferrocarril Mizuma d'est a oest. El mont Izumi Katsuragi es troba en part al territori de Kaizuka. El terme municipal de la ciutat limita amb els de Kishiwada al nord, Katsuragi, a la prefectura de Wakayama, a l'est i Kumatori i Izumisano al sud. A l'oest Kaizuka limita amb la badia d'Osaka, a la mar de Seto.

## Història
L'àrea on actualment es troba la ciutat de Kaizuka va pertànyer a l'antiga província d'Izumi des del període Heian fins l'era Meiji.

### Cronologia
- 1889: Junt amb altres pobles que formaran part de l'actual Kaizuka, la vila de Kaizuka és fundada.
- 1896: Es crea el districte de Sennan i la vila de Kaizuka i els poblets de la contornada passen a formar-ne part.
- 1931: Fruit d'un reajustament del govern, la vila de Kaizuka absorbeix diversos poblets dels voltants.
- 1935: El poble de Kijima passa a formar part de la vila de Kaizuka.
- 1939: El poble de Nishi Katsuragi és absorbit per Kaizuka.
- 1943: L'1 de maig la vila de Kaizuka es declarada ciutat fins a l'actualitat.

## Transport

### Ferrocarrils
- Companyia de Ferrocarrils del Japó Occidental (JR West)
  - Estació de Higashi-Kaizuka
  - Estació d'Izumi-Hashimoto
- Ferrocarril Elèctric Nankai
  - Estació de Kaizuka
  - Estació de Nishikinohama
- Ferrocarril de Mizuma (La totalitat de la línia es troba a Kaizuka)
  - Estació de Kaizuka
  - Estació de Kaizuka Shiyakushomae
  - Estació de Koginosato
  - Estació d'Ishizai
  - Estació de Sechigo
  - Estació de Nagose
  - Estació de Mori
  - Estació de Mitsumatsu
  - Estació de Mikeyamaguchi
  - Estació de Mizuma Kannon

### Carretera
- Autopista Hanshin
- Autopista Hanwa
- Nacional 26
- Nacional 170

## Agermanaments
- Culver City, Califòrnia, EUA. (1965)
- Saint Helier, Jersey, Regne Unit.